# Alain Eyobo
Oscar Alain Eyobo Makongo (Douala, 1961. október 17. – ) kameruni válogatott labdarúgó.

## Pályafutása

### Klubcsapatban
A Dynamo Douala játékosa volt az 1980-as években. 1990 és 1991 között Törökországban játszott a Boluspor csapatában. 1994-ben Guadeloupe-ra szerződött a CS moulien együtteséhez, melynek tagjaként 1995-ben szerepelt a CONCACAF-bajnokok kupájában.

### A válogatottban
1978 és 1983 között szerepelt a kameruni válogatottban és 4 gólt szerzett. Részt vett az 1982-es világbajnokságon és tagja volt az 1984-ben Afrikai nemzetek kupáját nyerő válogatott keretének is.

## Sikerei, díjai
Kamerun
- Afrikai nemzetek kupája (1): 1984